# Мъже, които правят секс с мъже
Мъже, които правят секс с мъже (МСМ) се отнася до мъже, които участват в сексуална активност с други мъже, без значение дали се идентифицират като гей, бисексуални или нито едно от тези. Терминът е създаден през 90-те години на 20 век от епидемиолозите с цел да се проучи разпространението на предаваните по полов път заболявания сред възможно най-широка популация от биологични мъже, които правят секс с други биологични мъже.
Целта на термина е да адресира определена категория мъже, които са изложени на по-висок риск от болести, предавани по полов път, като ХИВ например. МСМ се счита за категория, определяна според начина на поведение на съставляващите я индивиди, а не идентичността им. Така понятието МСМ обхваща групите на мъже, които се самоопределят като хомосексуални (гей), но също и такива, които са бисексуални, транссексуални и хетеросексуални. То обхваща също както мъжете, които желаят и доброволно участват в сексуални контакти с други мъже, така и тези, които поради определени обстоятелства извършват това под натиск и/или принуда. МСМ се използва основно при изследване разпространението на вируса ХИВ.

## МСМ като поведенческа категория
Йънг и Майър (2005 г.) отбелязват, че терминът МСМ се използва в сферата на общественото здраве от 1990 г. или преди това, но изковаването на инициализма от Глик и др. (1994 г.) „отбелязва кристализирането на концепцията“. Те проследяват този поведенчески модел до две доста далечни академични перспективи. Най-напред терминът бива нужен на епидемиолозите, които търсят поведенчески категории, предлагащи им по-добри аналитични концепции за изследването на риска от различни болести, отколкото интентичностно-базираните категории (напр. гей, лесбийка или хетеро, предвид че човек, който се идентифицира като хомосексуален например, не винаги е сексуално активен с други мъже). От друга страна употребата на тоя термин може да се обясни с критицизма спрямо сексуалната идентичност, който преобладава предимно в литературата на „социалните конструкции“, която обикновено отхвърля индентичностно-базираните концепции сред различните култури и исторически контексти.

## Повече по темата
- ((en)) Ръководство на ЮНЕСКО за езика и съдържането на материали, посветени на ХИВ и СПИН.  Архив на оригинала от 2006-10-14 в Wayback Machine.

- ((en)) Оценка на нуждите на сексуалното здраве при мъжете, които правят секс с мъже в Лаос и Тайланд. Naz Foundation International

- ((en)) Сексуалната идентичност при мъжете, които правят секс с мъже в Шангхай. Sun Zhongxin, James Farrer, Kyung-hee Choi. China Perspectives №64, март – април 2006, стр. 2  Архив на оригинала от 2008-03-09 в Wayback Machine.

- ((en)) Playing Back the Nation: Waria, Indonesian Transvestites  Архив на оригинала от 2004-04-01 в Wayback Machine.

- ((en)) Gay Guise: What To Do When Your Client Has Sex with Men and is not Gay, юли/август 2007 Psychotherapy Networker [неработеща препратка]